# Wallace Howe
Wallace Howe (4 de março de 1878 – 23 de novembro de 1957), nascido Orlando Wallace Howe, foi um ator de cinema norte-americano. Ele apareceu em 104 filmes entre 1918 e 1936, incluindo muitos filmes com Harold Lloyd e Stan Laurel.

## Filmografia selecionada
- Speedy (1928)[1]
- Good Cheer (1926)[2]
- Why Worry? (1923)[3]